# Jason Bargwanna
Jason Bargwanna, född 26 april 1972 i Sydney, är en australisk racerförare.

## Racingkarriär
Bargwanna inledde sin karriär i australiska formel Ford, där han blev tvåa 1996, innan han nådde samma placering året därpå i formel Holden. 1998 gjorde Bargwanna sin debut i ATCC, där han slutade sjua i mästerskapet. Han tävlade sedan i ytterligare nio år i rad på heltid i serien, och blev som bäst sjua igen; 2000. Samma år vann Bargwanna Bathurst 1000 tillsammans med Garth Tander, vilket är hans finaste seger i karriären. 2004 slutade han på en åttonde plats i serien, vilket var hans sista topp-tiosäsong. Han är även ökänd för sitt heta temperament; och han har slagits med Warren Luff efter en incident mellan de bägge i ett race på Winton 2006. Han fick böta 5000 australiska dollar för incidenten.